# Villy-le-Moutier
Villy-le-Moutier ist eine französische Gemeinde mit 330 Einwohnern (Stand: 1. Januar 2022) im Département Côte-d’Or in der Region Bourgogne-Franche-Comté (vor 2016 Bourgogne); sie gehört zum Arrondissement Beaune und zum Kanton Nuits-Saint-Georges. Die Einwohner werden Villymonastériens genannt.

## Geographie
Villy-le-Moutier liegt etwa 27 Kilometer südsüdwestlich von Dijon am Fluss Meuzin. Umgeben wird Villy-le-Moutier von den Nachbargemeinden Argilly im Norden und Nordosten, Montmain im Osten, Corberon und Marigny-lès-Reullée im Süden, Ruffey-lès-Beaune im Westen und Südwesten, Ladoix-Serrigny im Westen und Nordwesten sowie Corgoloin im Nordwesten.
Durch die Gemeinde führt die Autoroute A36.

## Bevölkerung
| Jahr                       | 1962 | 1968 | 1975 | 1982 | 1990 | 1999 | 2006 | 2011 | 2016 |
| Einwohner                  | 191  | 195  | 175  | 165  | 191  | 216  | 305  | 351  | 345  |
| Quellen: Cassini und INSEE |      |      |      |      |      |      |      |      |      |

## Sehenswürdigkeiten

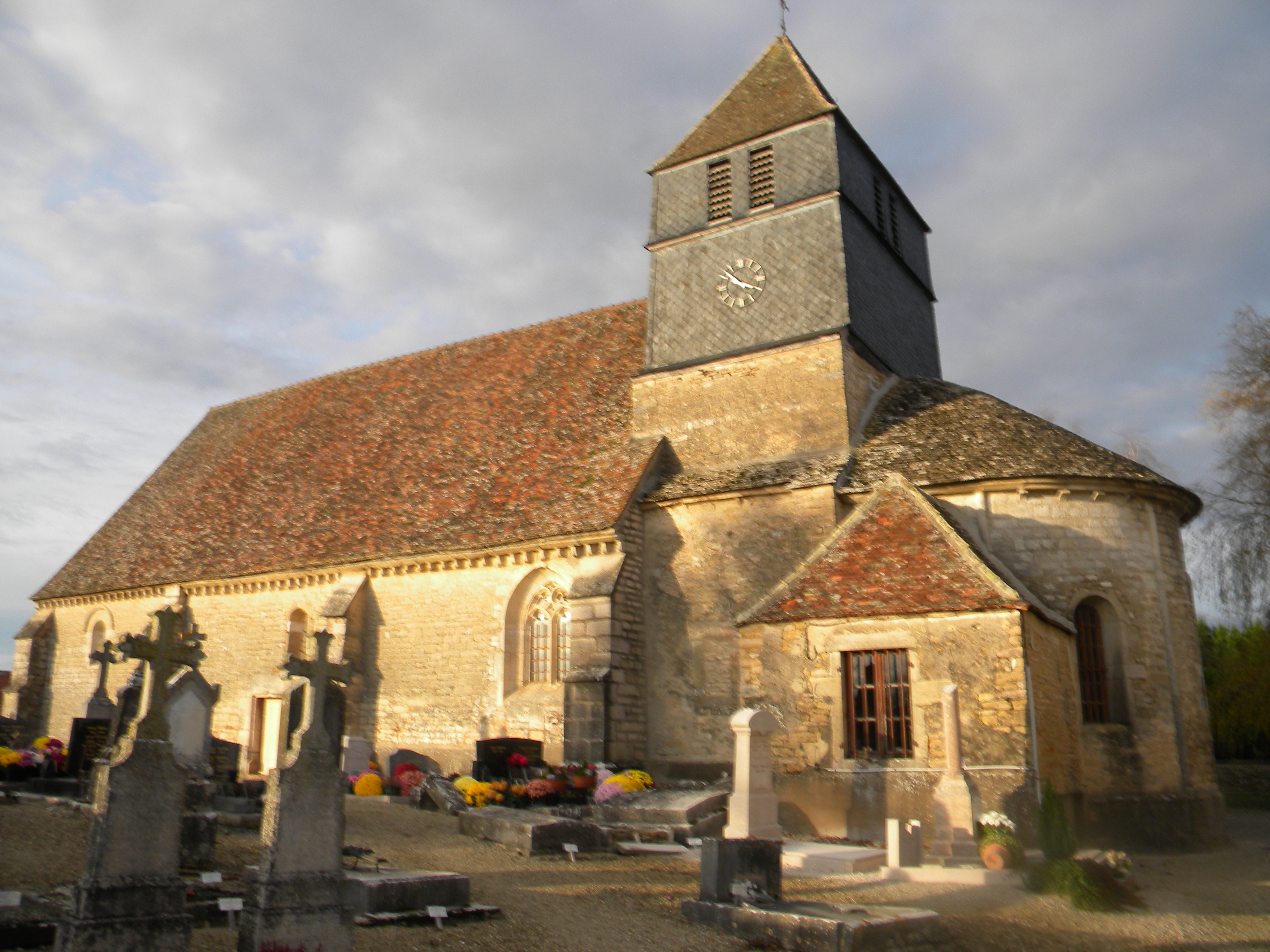
Kirche Saint-Réverien-et-Saint-Blaise

- Kirche Saint-Réverien-et-Saint-Blaise, seit 1926 Monument historique